# 橫帶舌天竺鯛
橫帶舌天竺鯛（學名：Glossamia beauforti），為輻鰭魚綱鈎頭魚目天竺鯛科舌天竺鯛屬下的一個種，分布於西太平洋印尼巴布亞省的森塔尼湖和曼伯拉莫河流域，體呈黃棕色，體側具有數條黑色縱細紋，背鰭硬棘7枚、背鰭軟條9枚、臀鰭硬棘2枚、臀鰭軟條9枚，體長16公分，棲息淺水濕地邊緣、河邊植被生長和沉木的淡水溪流、潟湖，夜間活動，屬肉食性，繁殖期時，雄魚具有口孵習性，卵約7日化成仔魚，由雄魚吐出，具短暫的仔魚飄浮期，生活習性不明。